# 水桶战争

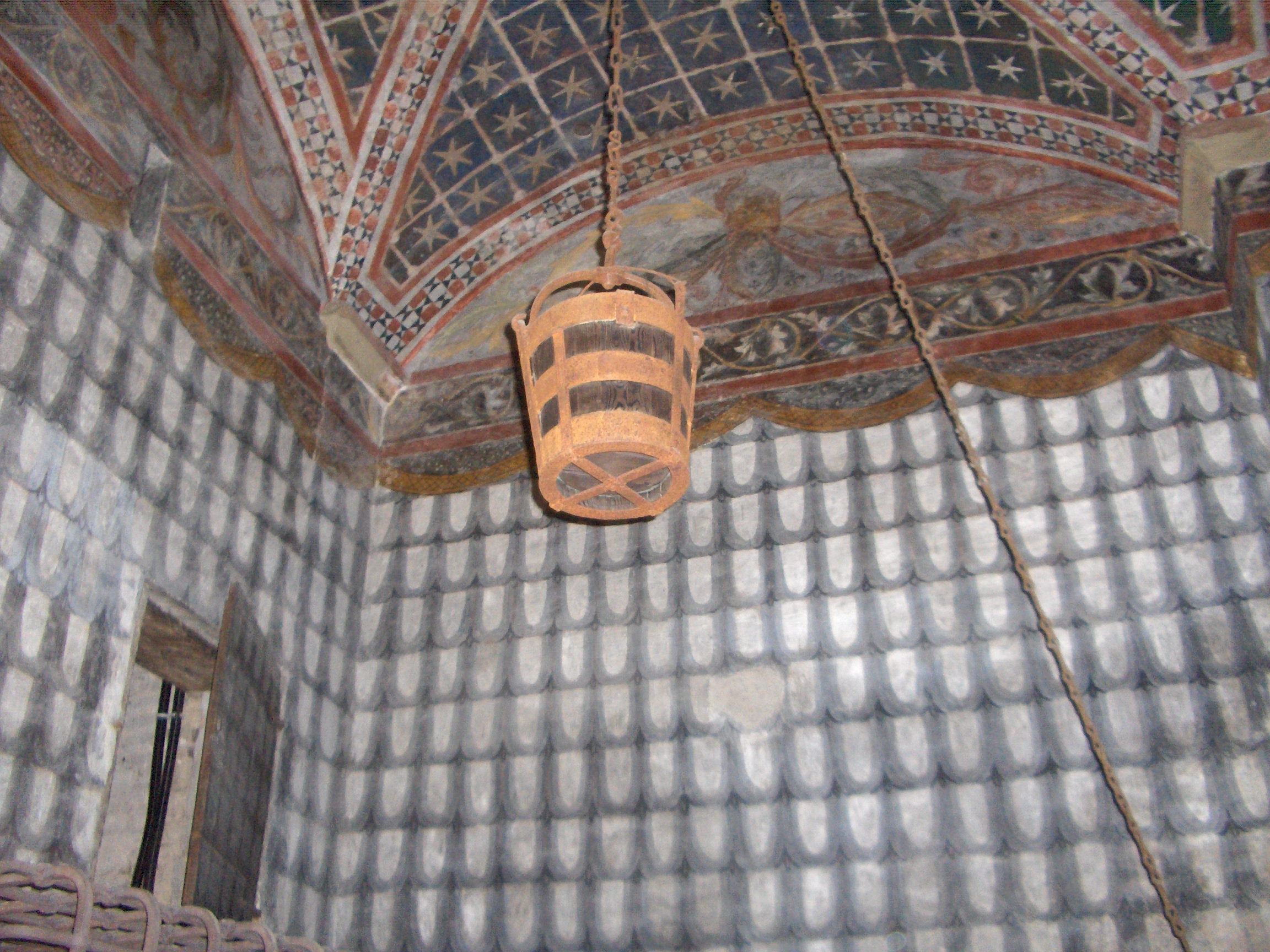
引发战争的水桶

水桶战争，也被称为橡木桶战争，是意大利历史上一次著名的战争。这次战争伤亡数千，表面上的原因只是因为一只橡木桶。事实上，这场战争起源于意大利的黑白两党之争，即归尔甫派和吉伯林派之争，发生在公元1176年至公元1345年之间。

## 战事起因

### 近因
当时，意大利北部的摩德纳组织7,000人的部队入侵隔壁的波隆那，波隆那派兵约3万人抵御，并在薩波里諾（Zappolino）爆发一场激烈的会战。结果是波隆那军败溃，但双方兵力损失大致相同，约各有2,000人左右，所以摩德纳军也撤退。但在摩德纳军撤退的时候，从波隆那军营中带走了一口用来喂马喝水用的橡木桶。
后来，双方进行了战后的和谈，当时的波隆那承认战败，但还是有一定的要求，即摩德纳必须归还土地与那口水桶。可是，战胜国摩德纳表示土地可以归还，但水桶绝对不给。因此，双方又陷入了十几年的战争。

### 远因
这场战争看似是因为一只橡木桶，其实，真正的根源来自罗马教皇和神圣罗马帝国皇帝的争夺，双方为了统治意大利和掠夺它的财富，彼此进行长期的斗争。后来，佛罗伦萨共和国国内部的政治力量，形成了两个彼此对立的政党：归尔甫派和吉伯林派。这两个党派成立之后，归尔甫派支持神圣罗马帝国皇帝；吉伯林派支持罗马教皇。在1293年，归尔甫派被粉碎。吉伯林派开始上台执政，好景不长，党派内发生了分裂，分成黑白二党，彼此进行残酷的斗争。摩德纳和波隆那在十二与十三世纪时分别加入了黑白党争，摩德纳支持白党，波隆那支持黑党，这才是水桶事件根源。

## 战争伤亡
双方死伤数字不详，大约在数千人左右。但是，这场战争对于整个欧洲的政治格局都产生了重要影响。目前，该水桶现在仍在摩德纳的吉蘭迪納（Ghirlandina）大教堂的高塔中供人参观。这个教堂也成了摩德纳的一个旅游必去之地。